# Vaudelnay
Vaudelnay é uma comuna francesa na região administrativa da Pays de la Loire, no departamento de Maine-et-Loire. Estende-se por uma área de 25,48 km². Em 2010 a comuna tinha 1 165 habitantes (densidade: 45,7 hab./km²).